# Санталов, Константин Анатольевич
Константин Анатольевич Санталов (род. 3 января 1966, Верховцево, Днепропетровская область) — российский легкоатлет.

## Карьера
Родился 3 января 1966 года в городе Верховцево в семье военного. Позже отца перевели в местечко в 30 километрах от Алма-Аты. Поступил в спортивный интернат в Алма-Ате.
Стал перворазрядником и входил в юношескую сборную Казахской ССР, выиграл чемпионат республики по кроссу и становился призёром чемпионатов на других дистанциях — 3000 и 5000 метров. Выигрывал чемпионат СССР по спортивному обществу «Урожай».
После окончания АВОКУ полтора года, в 1986—1987 годах, служил лейтенантом в военной части — в шахтерском городке Сарань, в 30 километрах от Караганды. Позже вернулся в спорт. И на чемпионате СССР в марафоне показал хороший результат, став четырнадцатым.
В 1991 году на «100 км Амьена» установил рекорд СССР.
Является трёхкратным чемпионом мира в личном зачёте, неоднократным[уточнить] чемпионом Европы, четырёхкратным чемпионом России, побывавший также рекордсменом мира, является одним из сильнейших сверхмарафонцев: им показано 13 из 50[уточнить] лучших результатов на дистанции 100 км.
Входил в тройку лучших соточников России и десятку лучших соточников мира.

### ТрансАвстралия-2001
В начале 2001 года Санталов, к тому времени практически прекративший активные выступления, участвовал в 65-дневном пробеге «ТрансАвстралия». Пробег был омрачён смертью от сердечного приступа на 27-м этапе опытного австралийского бегуна, серебряного призёра первого ЧМ по суточному бегу (1990) и одного из немногих людей, пробегавших за 6 суток более 1000 км, 57-летнего Брайана Смита. Пробег оказался под угрозой срыва. но через 2 дня, в том числе и по просьбе вдовы Смита, возобновлён по слегка изменённой программе. Победил Анатолий Кругликов (Россия). Санталов не закончил дистанцию. После этого ИАЮ вновь ужесточила требования медицинского допуска (ранее было достаточно расписки участника об ответственности за своё здоровье).

### Тренерская работа
Некоторое время работал старшим тренером сборной России по сверхмарафонскому бегу. Был председателем Всероссийского комитета сверхмарафона при ВФЛА.

## Личная жизнь
После 1992 года переехал в подмосковную Черноголовку и стал «вполне официально» выступать за сборную России.

### Семья
- Жена Валентина, бывшая марафонка.
- Дочь Екатерина (род. 1994).

## Результаты

### Соревнования
| Год  | Соревнования     | Город            | Дистанция | Дата        | Результат                  | Место |
| ---- | ---------------- | ---------------- | --------- | ----------- | -------------------------- | ----- |
| 1991 | Чемпионат мира   | Флоренция—Фаэнца | 100 км    | 25 мая      | DNF                        | —     |
| 1992 | Чемпионат мира   | Паламос          | 100 км    | 16 февраля  | 6:23.35 (личный зачёт)     | I     |
| 1992 | Чемпионат Европы | Винсхотен        | 100 км    | 12 сентября | 6:28.45 (личный зачёт)     | I     |
| 1993 | Чемпионат мира   | Торхаут          | 100 км    | 8 августа   | 6:26.26 (личный зачёт)     | I     |
| 1993 | Чемпионат мира   | Торхаут          | 100 км    | 8 августа   | 19:59.48 (командный зачёт) | I     |
| 1993 | Чемпионат Европы | Винсхотен        | 100 км    | 18 сентября | 6:25.52 (личный зачёт)     | I     |
| 1994 | Чемпионат мира   | Лэйк Сарома      | 100 км    | 26 июня     | DNF                        | —     |
| 1995 | Чемпионат мира   | Винсхотен        | 100 км    | 16 сентября | DNF                        | —     |
| 1996 | Чемпионат мира   | Москва           | 100 км    | 4 мая       | 6:32.41 (личный зачёт)     | I     |
| 1996 | Чемпионат мира   | Москва           | 100 км    | 4 мая       | 19:57.57 (командный зачёт) | I     |
| 1997 | Чемпионат мира   | Винсхотен        | 100 км    | 13 сентября | DNF                        | —     |

| Год  | Соревнования | Город     | Дистанция | Дата         | Результат | Место |
| ---- | ------------ | --------- | --------- | ------------ | --------- | ----- |
| 1991 |              | Винсхотен | 100 км    | 7—8 сентября | 6:22.28   | I     |